# The Voice of Warning
The Voice of Warning er en amerikansk stumfilm fra 1912 af Hardee Kirkland.

## Medvirkende
- Lillian Crittenden som Mrs. Ryan.
- Reine Greenwood som Myra Ryan.
- Adrienne Kroell som Mrs. Martin.
- Tom Richards som Jasper Tinker.
- Alice Hall som Carrie Carter.